# Эйдукас, Даниэлюс Юозович
Даниэлиус Юозович Эйдукас (21 июля 1932, Пилкеняй, Утенский уезд — 26 февраля 2023, Каунас) — советский и литовский учёный-радиотехник, член-корреспондент Литовской академии наук (1976).
Родился 21 июля 1932 года в селе Пилкеняй Таурагнайской волости (Утянский район).
Окончил Каунасский политехнический институт (1957) и его аспирантуру (1962).
Работал в Каунасском НИИ радиоизмерительных приборов: инженер (1957—1959), зав. отделом (1963—1964), зав. лабораторией (1964—1968), главный инженер (1968—1972), учёный секретарь (1972—1988).
В 1970 г. защитил кандидатскую, в 1977 г. — докторскую диссертации:
- Некоторые переходные процессы полупроводниковых диодов и измерительная аппаратура для их изучения : диссертация … кандидата физико-математических наук : 01.00.00 / Д. Ю. Эйдукас. — Вильнюс, 1962. — 178 с. : ил.
- Изучение и измерение переходных процессов полупроводниковых приборов в субнаносекундном диапазоне : диссертация … доктора технических наук : 05.00.00. — Каунас, 1970. — 540 с. : ил.; 27 x 18 см.

С 1962 г. преподавал и вёл научную деятельность в Каунасском политехническом институте, с 1971 г. профессор.
Автор (соавтор) 8 монографий и более 30 учебников.
Лауреат Государственной премии Литовской ССР 1973 года и премии Литвы 1995 года. Заслуженный деятель науки и техники Литовской ССР (1984), Награждён 5 государственными наградами (орденами и медалями).
Умер 26.02.2023.
Сочинения:
- Анализ и измерение переходных процессов полупроводниковых приборов в субнаносекундном диапазоне [Текст] : Радиоизмерения : Спец. вып. / Д. Ю. Эйдукас. — Каунас : [б. и.], 1970. — 506 с. : ил.; 28 см.
- Измерение параметров цифровых интегральных микросхем / [Д. Ю. Эйдукас, Б. В. Орлов, Л. М. Попель и др.]; Под ред. Д. Ю. Эйдукаса, Б. В. Орлова. — М. : Радио и связь, 1982. — 367 с. : ил.; 20 см.